# Охотский тракт
Охо́тский тракт (также Якутско-Охотский тракт, до 1731 года — Якутско-Охотский путь, якут. Илин Лаамы суола, буквально — «Восточная Морская
 дорога»; также Екатерининский тракт) — водно-сухопутная дорога, действовавшая с 1650-х до 1920-х годов между Якутском и Охотском.
Протяжённость в первой половине XIX века составляла 1025 вёрст летнего пути и 1040 вёрст зимнего. Пришёл в упадок после прокладки Якутско-Аянского тракта и перевода фактории Российско-американской компании из Охотска в посёлок Аян в 1840-е годы.

## История

### Путь
Регулярная связь Якутска (основан в 1643 году) с Охотском (основан в 1647 году) была установлена в 1650-е годы.
В ранний период существования Якутско-Охотский путь использовался прежде всего для прохода служилых людей и отправки документов. В 1680 году на реке Юдоме произошло нападение тунгусов на отряд стольника Данила Фомича Бибикова, шедшего с соболиной казной. Юдомский Крест своим трагичным названием напоминает об около 200 погибших путников в XVII—XVIII веках.
Первое описание тракта произвёл сын боярский Иван Харитонов. В 1719 году он направил отчёт в Якутскую воеводскую канцелярию о проделанном им за 36 дней пути длиною 845 вёрст. Табель о расстоянии между сибирскими городами и слободами от 1724 года длина пути от Якутска до Охотска составляла 801 версту 100 саженей. Участник Первой Камчатской экспедиции Пётр Авраамович Чаплин в путевом журнале подробно описал путь из Якутска в Охотск, совершённый с июля по октябрь 1726 года.

### Тракт

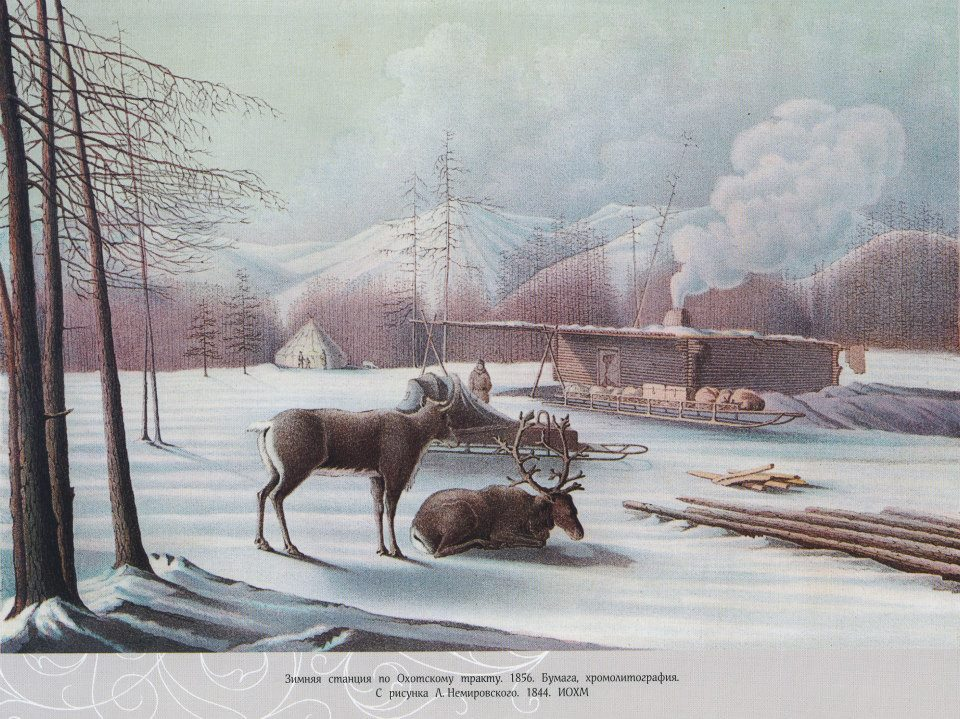
Зимняя станция по Охотскому тракту. Л. Немировский, 1856 год

В 1731 году на месте Якутско-Охотского пути учреждён почтовый тракт. В это время Якутско-Охотский путь был особенно важен для более быстрой (по сравнению с Якутско-Колымским: Верхоянск — Зашиверск — Нижнеколымск) переброски людей и грузов далее на Чукотку. В 1733 году тракт получил статус государственного. В 1735 году по тракту учреждены почтовые станции. Сообщение по тракту осуществлялось земскими повинностями, а также за вознаграждение. Тяжёлое положение населения, задействованного на тракте, вынудило власти в 1763 году ввести вознаграждение за доставку провианта. До 1750-х годов тракт использовался в основном в направлении Охотска. С развитием пушного промысла на Тихом океане и Русской Америке из Охотска в Якутск отправилась пушнина. Именной указ Сенату «Об устройстве Иркутского наместничества» 1783 года для улучшения сообщения между Якутском и Охотском предписывал создавать по тракту поселения через каждый 20—25 вёрст, заселяя их осуждёнными. Однако в полной мере о реализован не был. В начале XIX века на тракте действовало всего 18 станций. В первой половине XIX века количество станций увеличилось, протяжённость летнего пути составляла 1025, зимнего — 1040 вёрст.
В 1818 году на тракте погибло 3692, в 1819 году — 4312 лошадей.
Прокладка Якутско-Аянского тракта после основания порта Аян в 1844 году и последовавший в 1845 году перевод фактории Российско-американской компании из Охотска в Аян привели к угасанию Якутско-Охотского тракта. В 1849 году из Иркутска в Петропавловский порт по тракту проследовал генерал-губернатор Восточной Сибири Н. Н. Муравьёв, который в обратном направлении в Иркутск двигался по Якутско-Аянскому тракту. Итогом этого путешествия стало предложение Муравьёва правительству перенести Сибирскую военную флотилию из Охотска в Петропавловский порт, что и было реализовано в 1849 году. После этого Муравьёв выступил с новым предложением — закрыть Якутско-Охотский почтовый тракт, заменив его Якутско-Аянским. В 1850 году Николай I удовлетворил это предложение. 1 января 1852 года Якутско-Охотский тракт был переведён в разряд местного значения. На рубеже XIX—XX веков тракт использовался для перевозки коммерческих грузов. В 1909—1910 годах вдоль тракта (через село Охотский перевоз) из Якутска в Охотск проложен телеграф. В середине 1920-х годов тракт прекратил своё существование. В 1930—1950-е годы ему на смену пришёл Колымский тракт, ныне — автодорога федерального значения «Колыма».

## Маршруты
Сохранилось описание первоначального пути, существовавшего в 1670-е годы: «От Якуцкого по Лене реке плыть до Алдана реки пять дней, а по Алдану реке вверх ходу до устья Маи реки четыре недели, а по Мае реке вверх ходу до устья Юдомы реки восемь дней, а по Юдоме реке вверх до Устьгорбинского зимовья десять дней, а от того зимовья осенним путём ходу на нартах до Охоцкого острожку к морю полпяты недели через хребет…»
В 1730-е годы появился альтернативный маршрут из Якутска в Охотск: сухим путём из Якутска до устья реки Маи (Усть-Майская пристань), оттуда водным путём вверх по течению рек Мае и Юдоме, затем снова сухим путём до Охотска. На участке Юдомский острог — Охотск с конца XVII века существовало два маршрута: один проходил волоком до реки Урака и с неё до Охотска, второй — сухим путём до реки Охоты и по ней сплавом до Охотска. Водные пути использовались преимущственно при перевозке больших грузов (например, во время Первой и Второй экспедиций в 1720—1730-х годах). С 1820-х годов речные пути использовались в основном в обратном направлении из Охотска в Якутск (вниз по течению рек Юдома — Мая — Алдан). Во избежание попадания в ледостав на реках сплав из Якутска начинался не позднее начала июля. На отрезке от Алдана до Юдомского Креста сухопутная дорога проходила по горным хребтам. На участке от Якутска до Чернолесской станции движение осуществлялось на лошадях, от Кырностатской до Аркинской станции — на оленях и от Аркинской станции до Охотска — на собаках.

### Станции

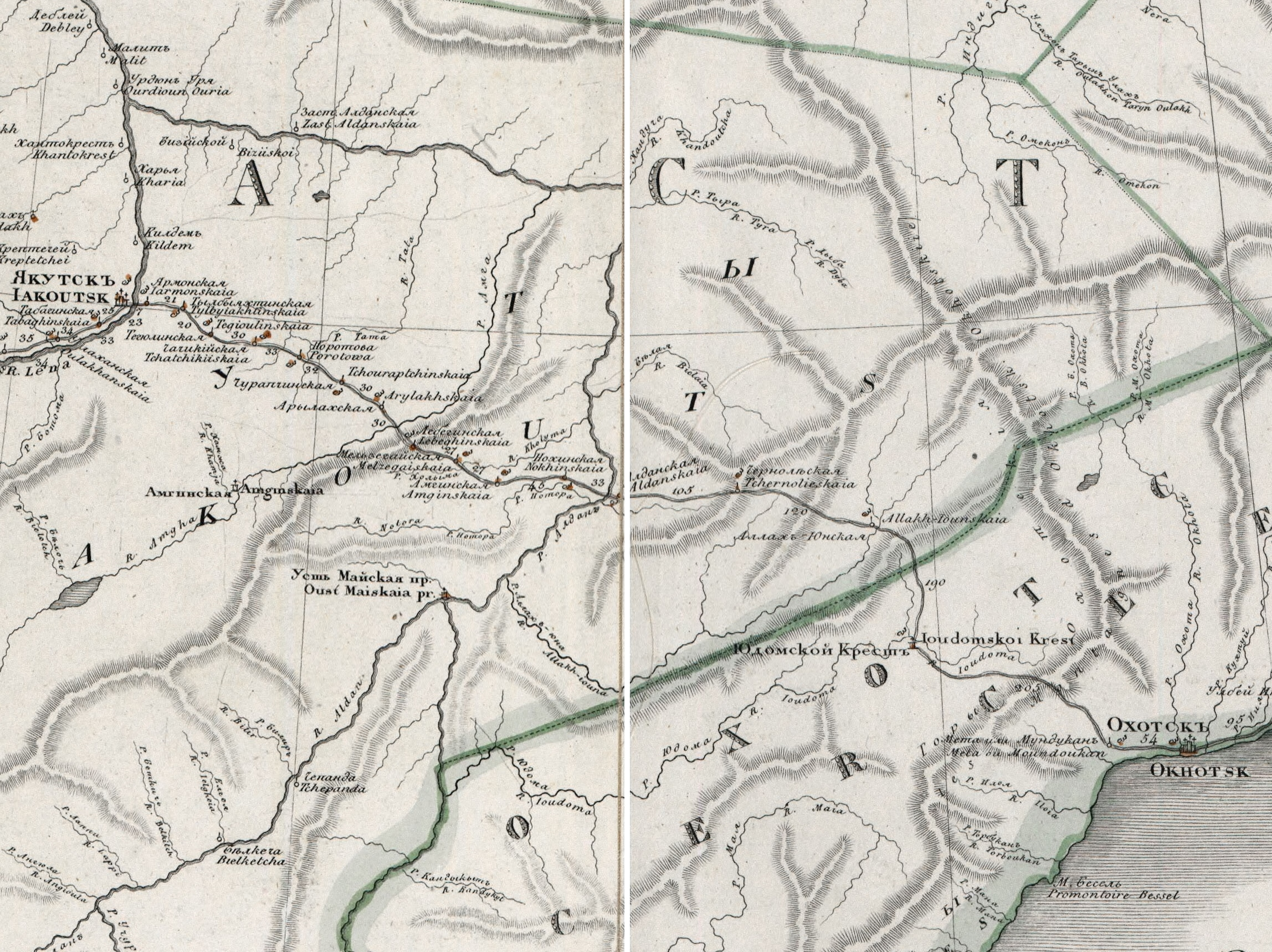
Охотский тракт в 1826 году

В начале XIX века в Якутском уезде насчитывалось 14 станций на протяжении 565 вёрст, в Охотском — 4 на протяжении 449 вёрст.
| № | Якутский уезд  | Вёрсты |
| 1 | Якутск         | 0      |
| 2 | Ярмонская      | 7      |
| 3 | Тылбыяхтатская | 15     |
| 4 | Тегулёнская    | 21     |

| 5 | При озере Бытыге   | 30 |
| 6 | При озере Кылужуль | 34 |
| 7 | Чурапчинская       | 32 |
| 8 | Арылахинская       | 30 |
| 9 | Лебягинская        | 30 |

| 10 | Мейжелинская | 27  |
| 11 | Амгинская    | 27  |
| 12 | Нахинская    | 45  |
| 13 | Аланская     | 33  |
| 14 | Алах-Юнская  | 234 |

| №  | Охотский уезд     | Вёрсты |
| 15 | Юдомо-Крестовская | 194    |
| 16 | При Мете          | 200    |
| 17 | Хайбайская        | 25     |
| 18 | Охотск            | 30     |

### Энциклопедии
- Сафронов Ф. Г. Охотский тракт. — М.: СО РАН, Якут. НЦ, АН Респ. Саха (Якутия), 2000. — С. 186—188. — 539 с.

### Публикации
- Казарян П. Л. Якутско-Охотский тракт // Дороги Якутии. — М., 2003. — С. 30—38.
- Башарин Г. П. Перевозка клади по Якутско-Охотскому и другим трактам. — М., 2003. — С. 232—238.
- Сафронов Ф. Г. Охотский порт и Охотский тракт. — Хабаровск: Тихоокеанские окна России, 1988. — С. 66—100, 163—167.
- Галенко, Василий. …На Большое море-окиян. — Вокруг света, 1983.